# Mississippi Brilla
Mississippi Brilla is een Amerikaanse voetbalclub uit Clinton, Mississippi. De club werd opgericht in 2006 en speelt in de USL Premier Development League, de Amerikaanse vierde klasse.
Het was de eerste voetbalfranchise in de staat na de ondergang van de Jackson Chargers in 1999. De eerste twee seizoenen eindigde de club in de middenmoot, maar in 2009 ging het een stuk beter. De club werd kampioen van zijn reeks en plaatste zich voor de eerste ronde van de US Open Cup.

## Seizoen per seizoen
| Jaar | Divisie | League  | Regulier Seizoen | Playoffs            | Open Cup            |
| ---- | ------- | ------- | ---------------- | ------------------- | ------------------- |
| 2007 | 4       | USL PDL | 4de, Mid South   | Niet gekwalificeerd | Niet gekwalificeerd |
| 2008 | 4       | USL PDL | 4de, Mid South   | Niet gekwalificeerd | Niet gekwalificeerd |
| 2009 | 4       | USL PDL | 1ste, Southeast  | Divisional Finale   | 1ste ronde          |